# Piero Bucchi
Piero Bucchi (nacido el 5 de marzo de 1958 en Bolonia, Italia) es un entrenador italiano de baloncesto. Actualmente es entrenador del Dinamo Basket Sassari de la Lega Basket Serie A.

## Trayectoria como entrenador
Bucchi comenzó su carrera como entrenador asistente en el Basket Rimini Crabs en 1992. Se convirtió en primer entrenador de ese equipo en marzo de 1996. Al final de la temporada 1996-97 logró el ascenso a la Serie A. A principios de la temporada 1999–00 se convirtió en el entrenador de Benetton Treviso de la Lega Basket Serie A. Con el conjunto de Treviso ganó dos Copas y una Supercopa.
En las temporadas siguientes dirigiría al Basket Napoli y más tarde al Lottomatica Roma donde permaneció durante dos temporadas y media, hasta su exlusión durante la temporada 2004-05 de la Serie A.
En la temporada 2005-06 Piero regresó al Napoli, en el que estuvo durante tres temporadas y con el que ganó otra Copa.
Con el final de su contrato con el Napoli el 17 de junio de 2008, fue contratado por el Olimpia Milano de la Lega Basket Serie A para dirigirlo durante la temporada 2008-09. Después de alcanzar dos finales de playoffs con el Milano, el 3 de enero de 2011, Piero Bucchi fue despedido debido a una serie de derrotas importantes. Fue reemplazado por Dan Peterson.
A finales de mayo de 2011, Bucchi firmó un contrato de dos años con Enel Brindisi en la Serie A2. El 4 de mayo de la temporada 2011-12 de la Serie A2, ganó la Copa de la Serie A2 y logró el ascenso a la Serie A, tras vencer al Pistoia Basket 88-86.
El 4 de mayo de 2016, Piero Bucchi abandonó Enel Brindisi después de cinco años 
El 1 de junio de 2016 firmó un contrato por dos años con Consultinvest Pesaro.
En 2017 se convierte en entrenador de la JuveCaserta.
En 2018, se convierte en entrenador de Pallacanestro Virtus Roma de la Serie A2 (baloncesto italiano), al que consigue ascender al término de la temporada 2018-19 a la Serie A.
En diciembre de 2020, el Pallacanestro Virtus Roma se retira de la Lega Basket Serie A por problemas económicos.
El 26 de enero de 2021, firma como entrenador del Pallacanestro Cantù de la Lega Basket Serie A, sustituyendo al destituido Cesare Pancotto.
El 25 de mayo de 2021, tras el descenso del Pallacanestro Cantù a la Serie A2, finaliza su contrato.
El 16 de noviembre de 2021, firma como entrenador del Dinamo Basket Sassari de la Lega Basket Serie A, tras la destitución de Demis Cavina.

## Clubs como entrenador
- 1996–1999: Basket Rimini Crabs
- 1999–2001: Pallacanestro Treviso
- 2001: WKS Śląsk Wrocław
- 2001–2002: Basket Napoli
- 2002-2005: Virtus Roma
- 2005–2008: Basket Napoli
- 2008–2011: Olimpia Milano
- 2011–2016: New Basket Brindisi
- 2016–2017: Victoria Libertas Pesaro
- 2017: JuveCaserta
- 2018-2020: Pallacanestro Virtus Roma
- 2021: Pallacanestro Cantù
- 2021-Act.: Dinamo Basket Sassari